# 黄秉衡
黄秉衡（1901年—1989年1月16日），中華民國空軍将领，是中华民国空军军官学校第二任校长，中将军衔。黄被认为是当时国民党内少数几位抓空军建设的内行之一。浙江余姚人。

## 生平
畢業於山東煙台海軍小學，曾去美國學習飛行技術。1920年粵軍驅桂之役曾駕水上飛機向桂系盤踞之觀音山投彈，1923年在廣州大沙頭參與創建航空學校，擔任飛行主任兼教官，並一度代理航空局長。1925年任國民革命軍航空顧問。1926年任國民革命軍總司令部航空處處長。1929年任航空司令兼中央軍校航空班主任，9月任軍政部航空署副署長。1930年參加中原大戰，親率飛機群轟炸叛軍，因功受勛多次。1931年真除署長。1933年任全國航空建設委員會委員、中國航空協會理事，翌年任航空委員會總務處處長。1938年任重慶空軍司令。1939年任空軍第一軍區司令官，次年任航空委員會參室首席。1935年任中國駐美大使館空軍武官。1945年國民政府參軍。1949年挾鉅資來港，由上海富商王曉籟之子介紹，結識蔡文治。1951年被蔡文治任命為自由中國運動陸海空副總司令，化名孫復剛。1968年5月才返台，1957年冬赴美定居。1989年1月16日病故洛杉磯。

## 家庭
远祖为宋朝吏部侍郎黄巨川、明朝南京吏部尚书黄珣。黄秉衡有弟二人。二弟黄枢，曾任定海飞机场场长，曾协助国军撤离大陆，后死于镇压反革命运动。三弟黄光汉，也是中华民国空军高级将领，移居美国加州。黄秉衡有二子，长子黄宁远，次子早逝。

## 航空烈士公墓
在航空署署长任上，黄秉衡曾建议修建航空烈士公墓，纪念抗日战争中殉国的空军战士。获得当时总理陵园管理委员（即中山陵管理委员会）会批准，就是今位于南京紫金山的北麓的航空烈士公墓，占地约50亩。今属江苏省文物保护单位。